# Roscetto
Roscetto è stata una famiglia di orafi umbri, attivi fra la seconda metà del Quattrocento e la prima metà del Cinquecento.

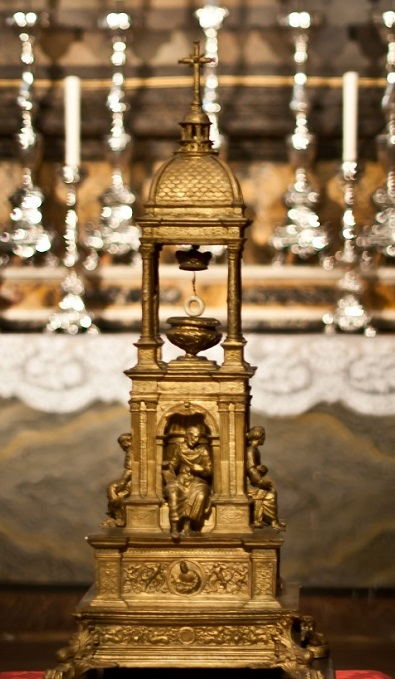
Cattedrale di Perugia, Reliquiario del Santo Anello

## Orafi Roscetto
- Francesco di Valeriano Roscetto, orafo (morto nel 1509), ottenne la cittadinanza di Perugia nel 1487 e lavorò al servizio del Comune. Nel 1491 fu accolto nell'Arte degli orafi di questa città. La sua unica opera nota è un ferro da cialda, con lo stemma del cardinale Ascanio Maria Sforza, ora conservato a Perugia. Si ha notizia di una navicella in argento, realizzata in sostituzione di quella regalata al cardinale di Valenza.

- Federico Roscetto, detto il Trippa, figlio di Francesco, è stato uno degli artefici del Reliquiario del Sacro Anello. Nella Cattedrale di San Lorenzo a Perugia, nella cappella di San Giuseppe, detta del Sacro Anello,[1] è conservato il Reliquario del Sant'Anello - realizzato da Bino di Pietro e da Federico e Cesarino del Roscetto - che è considerato uno dei capolavori dell'arte orafa del Rinascimento italiano. L'opera è in rame dorato e argentato, con decorazioni a niello e a cesello.

- Cesarino Roscetto, figlio di Francesco, collaborò alla realizzazione del Reliquiario del Sacro Anello e scolpì il tabernacolo-reliquiario in argento, per accogliere un frammanto della Croce, nella chiesa di San Francesco, a Cortona. Nel 1510 per i Chigi realizzò due piatti da pompa in bronzo, su disegno di Raffaello Sanzio. Col fratello Federico realizzò a Perugia una mazza d'argento, per la Signoria della città e pose termine alla navicella d'argento, iniziata dal padre Francesco. Sua opera è anche una Croce processionale in argento, per la chiesa di San Medardo, ad Arcevia.